# Traudl Junge
Gertraud „Traudl“ Junge (* 16. März 1920 in München als Gertraud Humps; † 11. Februar 2002 ebenda) war von 1942 bis 1945 neben Christa Schroeder, Johanna Wolf und Gerda Christian eine der vier Sekretärinnen Adolf Hitlers.
Mit der Journalistin Melissa Müller gab Junge im Jahr 2002 kurz vor ihrem Tod das schon 1947 abgefasste, aber damals nicht verlegte Buch Bis zur letzten Stunde – Hitlers Sekretärin erzählt ihr Leben heraus. Es diente als eine der Grundlagen für den Spielfilm Der Untergang (2004), in dem auch sie selbst als Sekretärin dargestellt wird. In Interviewform wurde bereits zuvor von André Heller und Othmar Schmiderer der Dokumentarfilm Im toten Winkel – Hitlers Sekretärin (2002) aufgezeichnet.

## Jugend
Traudl Junge wurde als erstes Kind des Bierbraumeisters Max Humps und der Generalstochter Hildegard Humps (geb. Zottmann) geboren. Ihre jüngere Schwester war Inge Kaye (geb. Humps, 1923–2008).
Max Humps wurde früh arbeitslos und trat bald dem Freikorps Oberland bei, einem politisch rechtsextremen Verband, der gemeinsam mit anderen gegen die Weimarer Republik kämpfte und später verboten wurde. Als Traudl fünf Jahre alt war, verließ der Vater seine Familie und siedelte in die Türkei über, wo er wieder in seinem Beruf arbeiten konnte. Die Mutter Hildegard weigerte sich nachzuziehen und forderte die Scheidung.
Traudl Humps und ihre Familie wohnten fortan bei General Maximilian Zottmann (1852–1942), dem Vater von Mutter Humps. Diesen schilderte Traudl Humps später als pedantisch, disziplin- und ordnungsliebend. 1933 entdeckte die junge Traudl ihre Leidenschaft für das Tanzen. Sie begann, gemeinsam mit ihrer Schwester, von einer Karriere als Tänzerin zu träumen. Die wirtschaftliche Realität ihrer Familie verhinderte diese jedoch. 1936 beendete sie ihre Schule vorzeitig mit der Mittleren Reife. Widerwillig besuchte sie ein Jahr die Handelsschule mit der Aussicht auf eine Anstellung als Sekretärin. Es folgten verschiedene Beschäftigungen als Kontoristin, als Assistentin des Chefredakteurs einer Zeitschrift für das Schneiderhandwerk und als Sekretärin in einem Betrieb.

## Hitlers Privatsekretärin
1942 zog Traudl Humps nach Berlin und bekam über ihre Schwester, die als Tänzerin „Inge Zohmann“ am Deutschen Theater Berlin engagiert war, mit Hilfe von Albert Bormann eine Anstellung in der Reichskanzlei Adolf Hitlers. Zuerst sortierte sie die Post des Diktators. Dann fand ein interner Sekretärinnen-Wettbewerb statt. Sie träumte immer noch davon, Tänzerin zu werden, und war an einer dauerhaften Stelle als Sekretärin nicht interessiert. Als der „Führer“ eine neue Privatsekretärin suchte, da seine erfahrene Gerda Christian für längere Zeit in Urlaub ging, war Humps nicht nervös und machte im Diktat die wenigsten Fehler. So wurde sie zusammen mit einer kleinen Gruppe anderer junger Kolleginnen per Zug in das Führerhauptquartier Wolfsschanze geschickt, wo sich Hitler zu diesem Zeitpunkt aufhielt, und erhielt nach einer Tauglichkeitsprüfung – für sie überraschend – im Dezember 1942 die Stelle.
Humps lebte und arbeitete in Berlin, im Berghof in Berchtesgaden und in der Wolfsschanze in Ostpreußen. Mit Johanna Wolf, Christa Schroeder und Gerda Christian bildete sie das Quartett der sogenannten Führersekretärinnen. In den Kriegsjahren, als Hitlers Aversion gegen Militärs immer größer wurde, pflegte er nur noch mit den Sekretärinnen zu speisen, wodurch diese intime Einblicke in sein Privatleben, seine Gedankenwelt und seine Vergangenheit erhielten. Humps und die anderen mussten sich an Hitlers Tagesablauf gewöhnen: spät aufstehen, zu Mittag essen, ausruhen, Kaffee trinken, ausruhen, spätes Abendessen, Filmvorführungen, endlose nächtliche Teestunden, spät ins Bett gehen (ca. 5 Uhr morgens). Am 19. Juni 1943 heirateten Traudl Humps und Hitlers persönlicher Diener, Hans-Hermann Junge, Offizier der Waffen-SS aus Preetz in Holstein, in München. Er fiel am 13. August 1944 in der Normandie.
Anfang 1945 zog Traudl Junge mit den anderen Mitgliedern der persönlichen Adjutantur des Führers in den Führerbunker unter der Reichskanzlei, wo sie die letzten Wochen Hitlers aus nächster Nähe miterlebte. In der Nacht vom 20. auf den 21. April 1945 wollte Hitler die verbliebenen Frauen aus dem Bunker entfernen und zum Berghof nach Berchtesgaden bringen lassen, darunter auch die Sekretärinnen. Es erklärten sich jedoch nur Johanna Wolf und Christa Schroeder dazu bereit; Traudl Junge, Gerda Christian, Hitlers Diätköchin Constanze Manziarly, Bormanns Sekretärin Else Krüger und Eva Braun blieben. Am Abend des 28. April 1945 wohnte sie der Eheschließung Hitlers mit Eva Braun bei, unmittelbar danach diktierte ihr Hitler sein politisches und sein privates Testament. Als am 30. April 1945 gegen 15:30 Uhr der Schuss fiel, mit dem Adolf Hitler sich erschoss, saß Traudl Junge in einem Nebentrakt des Bunkers und aß mit den Goebbels-Kindern.

## Gefangennahme nach dem Tod Hitlers
Nach dem Suizid Adolf Hitlers schloss sie sich einer von SS-Brigadeführer Wilhelm Mohnke geführten Gruppe aus ungefähr zwanzig Personen an, der es noch gelang, die Reichskanzlei in der Nacht vom 1. zum 2. Mai 1945 zu verlassen und in den Morgenstunden einen zum Bunker umfunktionierten Bierkeller zu erreichen, der jedoch von sowjetischen Soldaten umstellt war. Mit ihrer Kollegin Gerda Christian, Martin Bormanns Sekretärin Else Krüger und Constanze Manziarly erhielt sie von Mohnke den Auftrag, sich in ziviler Kleidung weiter durchzuschlagen und einen zuvor von Mohnke verfassten letzten Bericht Hitlers Nachfolger Karl Dönitz auszuhändigen. In der darauffolgenden Nacht wurde sie von ihren Begleiterinnen getrennt. An den folgenden Tagen verließ sie Berlin und flüchtete über Land in Richtung britische Zone. Die Nachricht vom offiziellen Kriegsende erreichte sie währenddessen nicht. Mit anderen Flüchtlingen zusammen erreichte sie schließlich Wittenberge, wo es ihr jedoch nicht gelang, die Elbe zu überqueren, um so die amerikanische Zone zu erreichen. Anfang Juni erreichte Traudl Junge nach einem weiteren Fußmarsch erneut Berlin. Derweil war die Regierung Dönitz im Sonderbereich Mürwik verhaftet worden. In Berlin lebte sie bis zu ihrer Verhaftung durch die Sowjets am 9. Juni 1945 bei einer Freundin unter dem Pseudonym Gerda Alt. Während dieser Zeit wurde sie von einem Armenier, der sich Arkadi nannte, geschützt. Sie wurde von den Alliierten – auch aufgrund ihres geringen Alters – als Mitläuferin eingestuft und ging daher straffrei aus.

## Nach dem Krieg
1947 regte ein befreundeter Unternehmer an, Junge solle ihre Erlebnisse in Buchform niederlegen. Der Text wurde jedoch nicht veröffentlicht mit der Begründung, dass „die Leser an derartigen Geschichten kein Interesse hätten“.
Nach dem Krieg arbeitete sie als Chefredaktionssekretärin für Quick und als freie Journalistin. Ihre letzten Berufsjahre (ab 1975) verbrachte sie als Bürokraft beim Bayerischen Landesverein für Heimatpflege, bevor sie 1981 in den Ruhestand trat. 
Mitte der 1970er Jahre wurde sie für das Buch Die Katakombe – Das Ende in der Reichskanzlei von Uwe Bahnsen und James O’Donnell und für die britische Dokumentation Die Welt im Krieg (engl. The World at War) von Michael Darlow interviewt.
Im Jahr 2000 lernte Junge die Journalistin und Schriftstellerin Melissa Müller kennen, die sie dem Künstler André Heller vorstellte. Mit dem Regisseur und Kameramann Othmar Schmiderer zeichnete er Junges Erinnerungen an ihr Leben als Hitlers Sekretärin in Interviewform als Dokumentarfilm Im toten Winkel – Hitlers Sekretärin auf; der 2002 erschienene Film erhielt den Publikumspreis der Berlinale 2002. Müller veröffentlichte das von Junge und ihr überarbeitete Manuskript als Buch Bis zur letzten Stunde – Hitlers Sekretärin erzählt ihr Leben, das seit 1947 in Junges Schublade gelegen hatte; kurz nach dessen Erscheinen starb Traudl Junge am 11. Februar 2002 in ihrer Heimatstadt München im Alter von 81 Jahren an Krebs. Das Buch diente als eine der Grundlagen für den von Oliver Hirschbiegel gedrehten und 2004 veröffentlichten Film Der Untergang (Drehbuch und Produktion Bernd Eichinger), der zwei Interview-Szenen aus dem Film Im toten Winkel – Hitlers Sekretärin enthält und in dem die von Alexandra Maria Lara dargestellte Sekretärin eine wichtige Rolle als Leitfigur für die Zuschauer bildet.

## DVD
- André Heller, Othmar Schmiderer: Im toten Winkel – Hitlers Sekretärin, 2004.
- Oliver Hirschbiegel: Der Untergang, 2005.
- Die Welt im Krieg – Gesamtedition. 12 DVDs, 2011.